# Guido Burgstaller
Guido Burgstaller (* 29. April 1989 in Villach) ist ein ehemaliger österreichischer Fußballspieler auf der Position eines Mittelstürmers.

## Vereinskarriere

### Anfänge und Zeit beim FC Kärnten
Burgstaller wurde 1989 in Villach in Kärnten geboren und begann 1996 beim ASKÖ Gmünd, einem Verein aus Gmünd in Kärnten, mit dem Fußballspielen. Dort blieb er bis 2003. Anschließend schloss er sich der Jugendabteilung des FC Kärnten an. Bis 2007 durchlief er alle Jugendauswahlen und erhielt danach einen Profivertrag beim in der Ersten Liga spielenden Verein aus Klagenfurt am Wörthersee. Bereits in seinem letzten Jahr in der U-19 stand er seit März 2007 unregelmäßig im Kader der Ersten oder Zweiten Mannschaft. Am 23. März 2007 bestritt er sein erstes Spiel für die Amateurmannschaft des FC Kärnten, die in dieser Spielzeit in Regionalliga Mitte antrat. Sein erstes Profispiel bestritt er am 6. April 2007, dem 24. Spieltag der Saison 2006/07. Zur Saison 2007/08 hatte sich Burgstaller einen festen Platz im Kader der Profimannschaft erarbeitet. Er kam in 29 Ligaspielen zum Einsatz, in denen er ein Tor erzielte und vier weitere vorbereitete. Zudem half er einmal in der Reservemannschaft aus.

### FC Magna Wiener Neustadt
Wegen finanzieller Probleme und einer schwachen sportlichen Saison des FC Kärnten wechselte Burgstaller zum FC Magna Wiener Neustadt. Dort avancierte er zu einem Leistungsträger. In der Liga erzielte Burgstaller in 26 Spielen sieben Tore und bereitete fünf Tore vor. Dazu kommt ein Pokaltor aus vier Pokalspielen. Am Ende der Saison wurde er mit der Mannschaft Meister der Ersten Liga und stieg auf.
Die Saison 2009/10 bestritt Burgstaller erstmals in der Fußball-Bundesliga. In 30 Ligaspielen blieb er torlos; lediglich drei Vorlagen steuerte er bei. Dennoch belegte die Mannschaft am Ende der Saison den fünften Platz und verpasste nur knapp die Qualifikation für einen internationalen Wettbewerb. In drei Spielen im ÖFB-Cup blieb er ebenfalls torlos. Die Mannschaft schaffte es dennoch bis ins Finale, in dem man dem SK Sturm Graz mit 0:1 unterlag; Burgstaller wurde nicht eingesetzt. Dazu kam ein Spiel für die Reservemannschaft in der 2. Landesliga Ost.
Die folgende Saison verlief für Burgstaller persönlich besser: In 25 Spielen erzielte er fünf Tore und gab fünf Vorbereitungen. Im ÖFB-Cup scheiterte man bereits in der ersten Runde am FC Dornbirn 1913.

### SK Rapid Wien

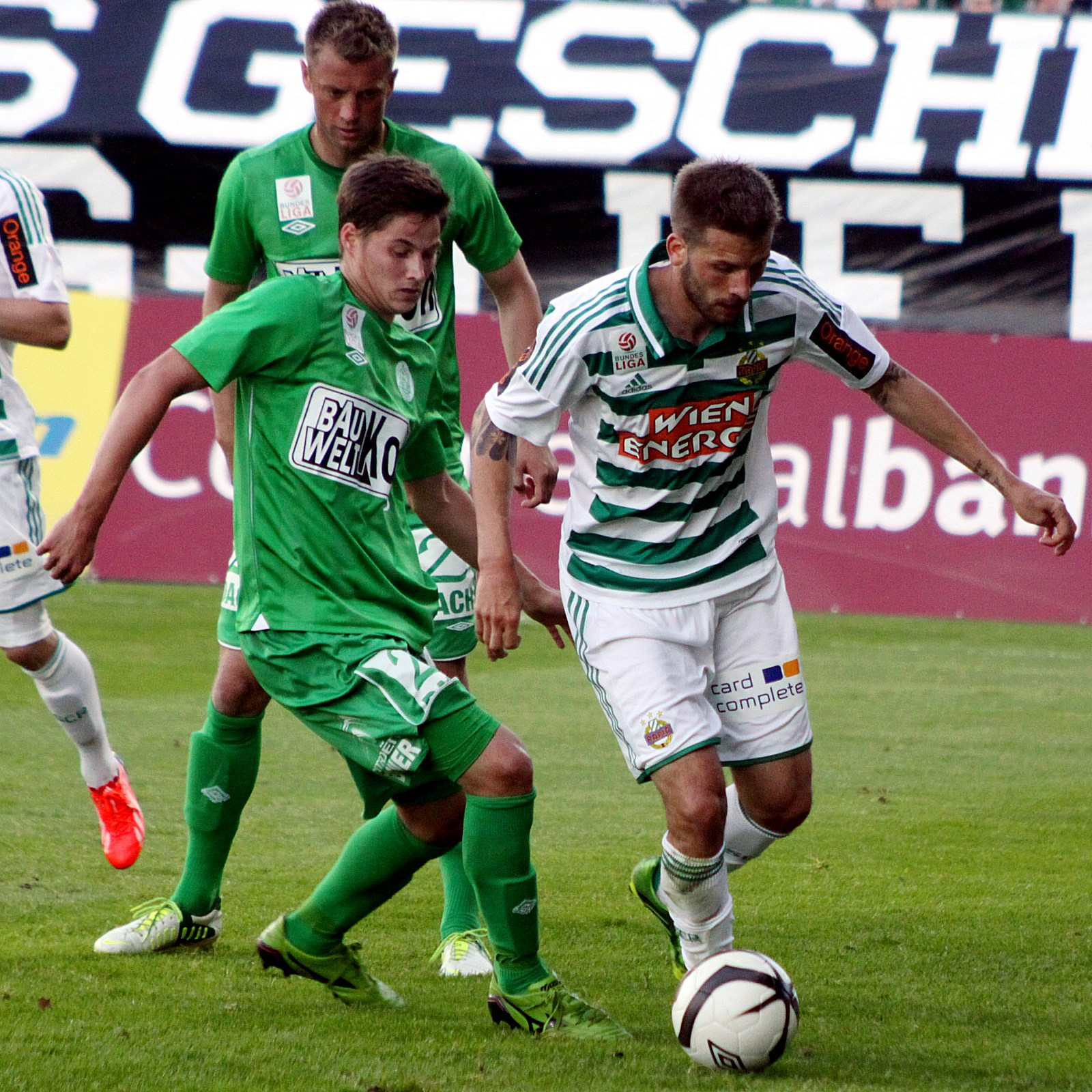
Burgstaller im Trikot von Rapid Wien (rechts) im Zweikampf mit Thorsten Röcher, 2013

Zur Saison 2011/12 wechselte er zum SK Rapid Wien. Aufgrund einer Teilschädigung am Kreuzband verpasste er den Ligastart. Am Ende der Saison standen für Burgstaller in 23 Einsätzen sieben Tore und eine Torvorbereitung zu Buche. Die Mannschaft erreichte den zweiten Platz und qualifizierte sich für die Europa League.
In die neue Saison startete Rapid mit einer erfolgreichen Qualifikation gegen den serbischen Verein FK Vojvodina und gegen PAOK Thessaloniki aus Griechenland und nahm an der Europa League teil. In diesem Wettbewerb bestritt er neben den vier bereits erwähnten Qualifikationsspielen vier von sechs Gruppenspielen, blieb aber torlos. Im ÖFB-Cup schied man im Viertelfinale gegen den FC Pasching aus. In der Liga wurde Rapid Dritter. Burgstaller traf in 32 Ligaspielen sechsmal und bereitete fünf Tore vor. Im Pokal schoss er in vier Spielen zwei Tore und bereitete fünf weitere Treffer vor.
Die Saison 2013/14 sollte Burgstallers persönlich beste Saison werden: In 30 Ligaspielen machte er elf Tore und bereitete fünf weitere Treffer vor. In den Qualifikationsspielen gegen den griechischen Verein Asteras Tripolis setzte man sich erfolgreich durch und spielte in der Europa League. Gegen Dynamo Kiew erzielte er sein erstes Tor in einem internationalen Wettbewerb. Im Pokal war bereits in der ersten Runde Schluss.

### Cardiff City
Der Zweitligist Cardiff City verpflichtete den Österreicher zur Football League Championship Saison 2014/15. Bei Cardiff konnte Burgstaller sich aber nicht durchsetzen. Lediglich im League Cup erzielte er in zwei Spielen ein Tor.

### 1. FC Nürnberg
Burgstaller schloss sich ablösefrei dem deutschen Zweitligisten 1. FC Nürnberg an, bei dem er einen bis Sommer 2017 laufenden Vertrag erhielt. Am Ende der Saison hatte er in 14 Spielen sechs Tore erzielt.
In der Saison 2015/16 erzielte er in 33 Spielen 13 Tore und bereitete neun weitere vor. Als Drittplatzierter qualifizierte sich der FCN für die Aufstiegs-Relegationsspiele gegen Eintracht Frankfurt, scheiterte dort allerdings. Im DFB-Pokal schied man im Achtelfinale gegen Hertha BSC aus. In diesem Wettbewerb steuerte Burgstaller ein Tor und zwei Vorlagen bei.
In der Saison 2016/17 erzielte er in der Hinrunde in 16 Spielen 14 Tore. Damit war er treffsicherster Spieler der Liga und rückte in den Fokus höherklassiger Vereine.

### FC Schalke 04

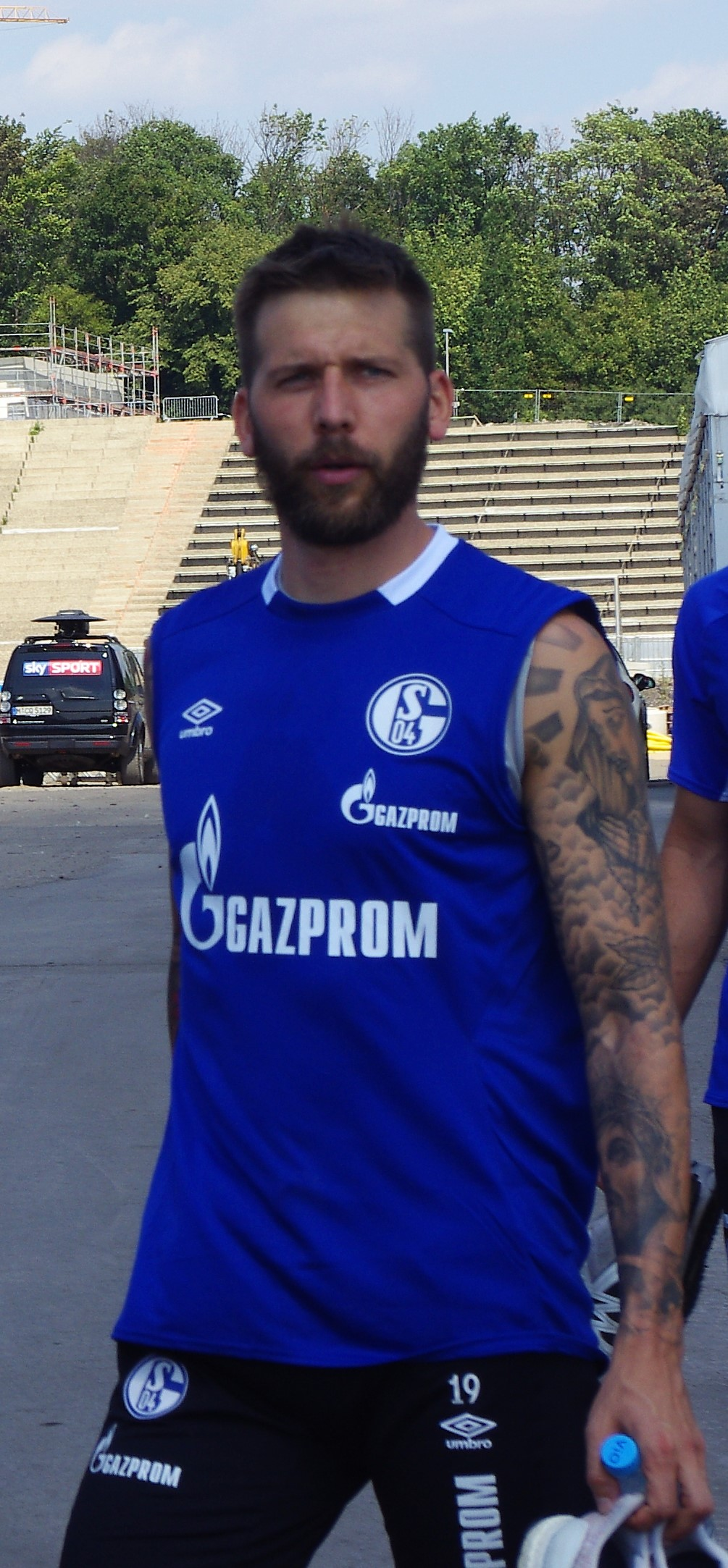
Burgstaller vor einem Schalke-Training

In der Winterpause 2016/17 wechselte Burgstaller in die Bundesliga zum FC Schalke 04, wo er einen Vertrag bis zum 30. Juni 2020 unterschrieb. Im Rest der Saison 2016/17 erzielte er in 18 Einsätzen 9 Tore und war zudem in der Europa League als Torschütze erfolgreich. In der Schalker Vizemeistersaison 2017/18 schoss Burgstaller 11 Tore in 32 Einsätzen. Am 6. November 2018 erzielte er beim 2:0-Heimsieg gegen Galatasaray Istanbul sein erstes Tor in der Champions League. Sein Vertrag in Gelsenkirchen lief bis 2022. Zur Saison 2020/21 wurde der Österreicher, nachdem er in der gesamten Vorsaison kein Bundesligator geschossen hatte, vom damaligen Cheftrainer David Wagner aussortiert und stand in den ersten beiden Saisonspielen nicht im Kader.

### FC St. Pauli
Daraufhin verließ er die Gelsenkirchner schließlich Ende September 2020 nach 119 Pflichtspieleinsätzen und wechselte zum Zweitligisten FC St. Pauli, bei dem er einen bis Juni 2023 laufenden Vertrag erhielt. Die Hamburger reagierten damit auf die verletzungsbedingten Ausfälle der Angreifer Borys Taschtschy und Simon Makienok. Doch auch Burgstaller verletzte sich bei seinem zweiten Einsatz für den neuen Verein und fiel rund zwei Monate aus. Nach seiner Rückkehr am 14. Spieltag gelangen Burgstaller in 20 absolvierten Ligabegegnungen 4 Vorlagen und 11 Tore, womit er in dieser Saison der beste Torjäger im Trikot von St. Pauli war.

### Zurück bei Rapid
Nach zwei Jahren in Hamburg kehrte Burgstaller zur Saison 2022/23 zu Rapid Wien zurück, wo er einen bis Juni 2024 laufenden Vertrag erhielt. In seiner ersten Saison nach seiner Rückkehr wurde er mit 21 Toren in 31 Einsätzen prompt Torschützenkönig der Bundesliga. Im Juli 2024 folgte ihm Matthias Seidl als Kapitän der Profimannschaft des SK Rapid nach. Im Mai 2025 gab er sein Karriereende zum Saisonende bekannt.

## Nationalmannschaft
Burgstaller spielte viermal für das österreichische U-20-Team und elfmal für das U-21-Team. In der A-Nationalmannschaft debütierte er am 29. Februar 2012 beim Freundschaftsspiel gegen Finnland beim 3:1-Sieg in Klagenfurt. Nach etwa zweieinhalb Jahren ohne Einsatz wurde Burgstaller am 21. März 2016 erneut ins A-Team berufen. Am 26. August 2019 beendete er aus gesundheitlichen Gründen seine aktive Teamkarriere. Er brachte es in 25 Partien auf zwei Treffer.
Rund vier Jahre nach seinem Rücktritt wurde er unter Ralf Rangnick im Oktober 2023 wieder ins Nationalteam berufen.

## Erfolge
- Österreichischer Vize-Fußballmeister: 2011/12, 2013/14
- Meister der Ersten Liga: 2008/09
- ÖFB-Cup Finale: 2009/10, 2022/23, 2023/24
- Deutscher Vizemeister: 2018
- Torschützenkönig der österreichischen Bundesliga: 2023

## Kontroversen
Burgstaller geriet 2024 in die öffentliche Aufmerksamkeit wegen seiner Beteiligung an beleidigenden Äußerungen nach dem Stadtderby gegen FK Austria Wien am 25. Februar 2024 (3:0). Während der anschließenden Feierlichkeiten kam es zu Verfehlungen wie homophoben Gesängen. Dies führte zu umfangreichen Strafen sowohl für den Verein SK Rapid Wien als auch für die beteiligten Akteure. Der Verein kündigte an, gegen die verhängten Sperren Protest einzulegen.
Die Österreichische Fußball-Bundesliga verhängte gegen Rapid einen Abzug von drei Punkten, der jedoch bis 2026 auf Bewährung ausgesetzt ist. Zusätzlich erhielten Spieler und Funktionäre des Vereins Sperren. Geschäftsführer Steffen Hofmann wurde für zwei Monate gesperrt, während Co-Trainer Stefan Kulovits für drei Monate vom Spielbetrieb ausgeschlossen wurde, jeweils mit einem Monat auf Bewährung.
Vor dem entscheidenden Spiel gegen SK Austria Klagenfurt musste Rapid auf fünf beteiligte Spieler verzichten: Burgstaller wurde – zusammen mit Marco Grüll, der im Sommer zu Werder Bremen wechselte – für drei Spiele gesperrt; weitere Sperren wurden gegen Thorsten Schick, Maximilian Hofmann und Niklas Hedl verhängt. Alle Akteure sind zudem verpflichtet, zeitnah an drei Workshops in Schulen zum Thema Diskriminierung teilzunehmen.

## Persönliches
Im Dezember 2024 wurde Burgstaller im Bereich des Wiener Heldenplatzes Opfer eines tätlichen Angriffs und erlitt dabei schwere Kopfverletzungen, unter anderem einen Schädelbasisbruch.